# Vân Tiêu
Vân Tiêu (tiếng Trung: 云霄县, Hán Việt: Vân Tiêu huyện) là một huyện của thành phố Chương Châu, tỉnh Phúc Kiến, Cộng hòa Nhân dân Trung Hoa. Huyện này có 6 trấn, 3 hương.